# Kellan Lutz
Kellan Christopher Lutz, född 15 mars 1985 i Dickinson, North Dakota, är en amerikansk skådespelare.

## Biografi
Lutz har sju syskon, 1 syster och 6 bröder. Han växte upp i Mellanvästern och Arizona. Han började arbeta som modell när han var 13 eller 14 år gammal. Efter sin gymnasieexamen flyttade han till Kalifornien för att studera kemiteknik, men han beslutade senare att försöka sig på en skådespelarkarriär.
På sin fritid sysselsätter Lutz sig med skateboard, styrketräning, baseball, basket, lacrosse, simning, tennis, badminton, skidor, snowboard, dans och många andra aktiviteter. 
Han sökte till rollen som Edward i Twilight men blev istället vald att spela Emmett. Han har också en passion för skräckfilmer och föredrar att utföra sina egna stunts när han spelar in filmer.

## Filmografi i urval
| År   | Titel                                     | Roll              | Övrigt     |
| ---- | ----------------------------------------- | ----------------- | ---------- |
| 2005 | CSI: New York                             | Alex Hopper       | Gästroll   |
| 2005 | Six Feet Under                            | Critter           | Gästroll   |
| 2007 | CSI: Crime Scene Investigation            | Chris Mullins     | Gästroll   |
| 2007 | Heroes                                    | Andy              | Gästroll   |
| 2008 | Prom Night                                | Rick Leland       |            |
| 2008 | Generation Kill                           | Jason Lilley      | Mini-serie |
| 2008 | 90210                                     | George Evans      |            |
| 2008 | Twilight                                  | Emmett Cullen     |            |
| 2009 | The Twilight Saga: New Moon               | Emmett Cullen     |            |
| 2010 | A Nightmare on Elmstreet                  | Dean Russell      |            |
| 2010 | The Twilight Saga: Eclipse                | Emmett Cullen     |            |
| 2011 | The Twilight Saga: Breaking Dawn - Part 1 | Emmett Cullen     |            |
| 2011 | A Warriors Heart                          | Conor Sullivan    |            |
| 2011 | Immortals                                 | Poseidon          |            |
| 2012 | The Twilight Saga: Breaking Dawn - Part 2 | Emmett Cullen     |            |
| 2013 | Java Heat                                 | Jake Travers      |            |
| 2013 | Syrup                                     | Sneaky Pete       |            |
| 2014 | The Legend of Hercules                    | Hercules          |            |
| 2014 | The Expendables 3                         | John Smilee       |            |
| 2015 | Experimenter                              | William Shatner   |            |
| 2019 | What Men Want                             | Kapten Fucktastic |            |